# Gonodonta choninea
Gonodonta choninea är en fjärilsart som beskrevs av Walker. Gonodonta choninea ingår i släktet Gonodonta och familjen nattflyn. Inga underarter finns listade i Catalogue of Life.